# Герб гмины Блоне
Герб Блоне (пол. Herb Błonia) — официальный символ гмины и города Блоне, расположенных в Мазовецком воеводстве Польши.

## Описание
В соответствии с Уставом гмины Блоне (пол. Statut Gminy Błonie):

Гербом гмины является рогатина, увенчанная листьями клевера.
Оригинальный текст (пол.)Herbem Gminy jest rohatyna zakończona listkami koniczyny.— Statut Gminy Błonie, § 11.
Официальными геральдическими цветами гмины определены желтый и сапфировый. Таким образом в цвете герб выглядит как голубой щит с золотой рогатиной (трезубцем) со стилизованными цветками клевера, обозначенными в виде золотых кружков, сгруппированных по три на каждом из трёх зубцов.
Изображение герба основывалось на имеющихся исторических и геральдических исследованиях.
В книге «Herby miast i ziem polskich» даётся следующее описание герба:

Рогатина трёхзубчатая золотая на голубом фоне.
Оригинальный текст (пол.)Rohatyna trójwidlasta złota na tle niebieskim.— Antoni Chomicki: «Herby miast i ziem polskich»
Мариан Гумовский в статье «Herby miast województwa warszawskiego», опубликованной в 1936 году в журнале «Miesięcznik Heraldyczny» отмечал:

…настоящим гербом является рогатина трёхзубчатая. Должна быть в цветах золота на голубом фоне…
Оригинальный текст (пол.)...prawdziwym herbem jest rohatyna trójwidlasta. Winna być w kolorach złota na tle niebieskim...— Marian Gumowski: «Herby miast województwa warszawskiego»

## История
Герб известен с конца XIV века, когда был присвоен Блоне, вместе с городским статусом, князем Янушем Мазовецким (пол. Janusz I Starszy).
Самым древним изображением герба считается оттиск городской печати на документе 1543 года, хранящемся в Музее Чапских в Кракове. На печати надпись — «S+CIVITATIS+BLONENSIS+».
Впоследствии изображение трезубца на печати было ошибочно истолковано, как дерево с тремя кронами, и в такой форме использовалось в течение длительного времени. В 1847 году был официально утверждён герб города — бронзовое дерево с тремя кронами на голубом фоне.
В настоящее время, после согласования с Геральдической комиссией, официальный герб Блоне утверждён в первоначальном историческом виде.